# Кимёгар (футбольный клуб, Чирчик)
«Кимёгар» — бывший советский и узбекистанский футбольный клуб из города Чирчик Ташкентского вилоята. Основан не позднее 1953 года. Учредитель — Чирчикский Электрохимкомбинат.

## Названия
- 1953-1970 — «Химик».
- 1992-2008 — «Кимёгар».

## История
С 1953 по 1970 годы выступал в первенстве и Кубке СССР. В 1992 году стал 2-м в финальном турнире Второй лиги чемпионата Узбекистана.
С 1993 года выступал в Первой лиге. В сезоне-1999 занял 2-е место и пробился в Высшую лигу.
В 2000-2001 годах выступал в Высшей лиге. В 2009 году из-за финансовых проблем отказался от участия в чемпионате и Кубке Узбекистана.

## Достижения
- Чемпион Узбекской ССР (1958).
- Обладатель Кубка Узбекской ССР (3 раза) — 1953, 1957, 1959.
- 2-е место в Первой лиге чемпионата Узбекистана (1999).

- Чемпионат СССР — Первая лига (зона Союзных республик класса «Б»), лучший результат — 14-е место (1962).
- Кубок СССР, лучший результат — 1/64 финала (2 раза) (1953, 1965/66).